# Пригоди капітана Врунгеля (повість)
«Приго́ди капіта́на Вру́нгеля» (рос. Приключения капитана Врунгеля) — гумористична повість радянського письменника Андрія Некрасова. Книжка була вперше видана у журналі «Пионер» 1937 року, у скороченому виді, повноцінний книжковий наклад вийшов у 1939 році. У повісті пародіюються як популярні у 1930-тих роках розповіді про моряків, так і стереотипи про іноземців і окремі держави. Головний герой книги — капітан Врунгель, чиє ім'я стало прозивним — морський аналог барона Мюнхгаузена, який розповідав небилиці про свої пригоди у плаванні.

## Історія створення
Андрій Некрасов доти, як стати письменником, змінив багато професій, сам був моряком і мандрівником, побував у багатьох куточках Землі. Він записував розповіді і байки, котрі розказували його товариші. Письменник Борис Житков у 1934 році порадив написати Некрасову книгу.
Прообразом Врунгеля був знайомий Некрасова — Андрій Васильович Вронський, любитель розказувати морські небилиці про самого себе. Його викривлене прізвище так підходило для головного героя, що первісно книжка і мала називатися «Пригоди капітана Вронського», однак, з побоювання образити друга, автор був вимушений шукати друге прізвище.
Прототипом одного з головних героїв повісті, старшого помічника Лому, був друг Вронського — капітан Іван Ман. Прізвище його німецькою означає «чоловік» (Mann), а французькою — «l'homme» (звучить як українське «Лом»). У 1924 році Вронський і Ман, будучи студентами Морського технікуму, відремонтували стару яхту, мріючи здійснити на ній навколосвітню подорож, яка не сталася.
Прототипом матроса Фукса став товариш по службі Некрасова, який «вічно потрапляв в найкомічніші ситуації і служив постійною мішенню для жартів товаришів».
До середини 1936 року повість була написана і прийнята журналом «Піонер», де друкувалася впродовж 1937 року, за винятком № 11, де повинна була з'явитися глава про Японію, яку не пропустила цензура. У книжковому накладі 1939 року ця глава була відновлена, а текст повісті значно розширений.
Після війни книга кілька раз редагувалась автором: у кінцевому варіанті вказує, що італійці встигли повісити Муссоліні, Норвегія пережила німецьку окупацію, а у Італії і Норвегії знаходяться американські війська; ескадра, що напала на «Біду» «на порозі Середземного моря», позначена як «пірати невідомої національності», тоді як в більш ранніх редакціях згадувалося про її приналежність до франкістської Іспанії (вказівка на це збереглася в імені командувача ескадрою — адмірал дон Канальйо).

## Сюжет
Книга починається з прологу, в якому автор знайомить читачів з викладачем навігації морехідного училища Христофором Боніфатійович Врунгелем, який довгий час залишався для курсантів училища благовидним сухопутним «ботаніком» і лише завдяки випадку виявив своє справжнє обличчя бувалого мореплавця. Надалі оповідання ведеться від імені самого Врунгеля як усна розповідь про здійснену ним колись навколосвітню подорож на яхті «Біда» (рос. Беда; яка перед стартом називалася рос. «Побіда», тобто «Перемога»).
Закінчується книга «Тлумачно-морським словником для нетямущих сухопутних читачів».

## Головні герої
- Христофор Боніфатійович Врунгель — головний герой і оповідач, від імені якого ведеться розповідь. Повний, невисокий чоловік. Досвідчений моряк, солідний, розважливий, не позбавлений винахідливості. Викладає навігацію в мореплавному училищі.
- Лом — величезного зросту і сили молодий моряк. Простодушний, наївний, добрий виконувач, але всі накази розуміє буквально. Має тонкий нюх на спиртне. Чудовий кулінар.
- Фукс — професійний картярський шулер, найнятий Врунгелем в Кале (Франція) як матрос. Для Фукса служба на «Біді» — спосіб втекти від колишніх друзів («змінити клімат»). Невеликого зросту, носить щетинисту бороду і крислатий капелюх, знає чотири мови. Розумний і хитрий, вірний товариш, вміє знаходити вихід зі складних ситуацій. Не впускає нагоди що-небудь поцупити. Німецькою «Фукс» (Fuchs) означає «лис».
- Адмірал Хамура Кусакі — головний лиходій книги. Адмірал мілітаристської Японії, колишній член «Товариства захисту китів», в реальності займається їх винищенням. Постійно чинить підступи екіпажу «Біди». Має великий вплив, жорстокий і вельми підступний.

## Маршрут навколосвітнього плавання Врунгеля
На основі дослідження. Пропущені очевидні місця (Червоне море), а також міста, де «Біда» не робила зупинок (Суец). Прапори взяті на 1936 рік (у окремих редакціях згадується франкістська Іспанія). Якщо територія належить двом і більше державам — прапор опускається.
| Пункт                                     | Цитата |
| ----------------------------------------- | --- |
| Ленінград                                 | У тексті не згадується, але в довоєнні часи був основним портом СРСР у Балтійському морі.                                                                    |
| протока Ересунн (Зунд)                    | «Не встигли ми оглянутись, як пройшли Зунд, Каттегат, Скагерак…»                                                                                             |
| протока Каттегат                          | «Не встигли ми оглянутись, як пройшли Зунд, Каттегат, Скагерак…»                                                                                             |
| протока Скагеррак                         | «Не встигли ми оглянутись, як пройшли Зунд, Каттегат, Скагерак…»                                                                                             |
| Береги Норвегії                           | «І ось на п'яту добу, на світанку, туман розвіявся, й по правому борту в нас відкрилися береги Норвегії».                                                    |
| Доггер-банка                              | «Виявляється, майже поряд з нами норвезький парусник зазнав аварії: сів на мілину на Доггербанці, має пробоїну, ось-ось піде на дно».                        |
| Ставангер                                 | «Прийшли назад у Норвегію, в місто Ставангер». |
| Гамбург                                   | «Тут якраз прийшла й відповідь з наказом здати білок у Гамбург».                                                                                             |
| Роттердам                                 | «Мене, як моряка, зрозуміло, зацікавило це останнє, і я вирішив завернути в Роттердам, познайомитися з оселедцьовим ділом».                                  |
| протока Ла-Манш (Англійський канал)       | «І якраз, знаєте, місце зручне: в той час ми вже ввійшли в Англійський канал, тут Франція під боком, порт Кале, а в Кале завжди повно безробітних моряків.». |
| Кале, приєднується Фукс                   | «І якраз, знаєте, місце зручне: в той час ми вже ввійшли в Англійський канал, тут Франція під боком, порт Кале, а в Кале завжди повно безробітних моряків.». |
| о. Уайт                                   | «Поблизу острова Уайт я звернув направо й пішов у Саутгемптон, в Англію».                                                                                    |
| Саутгемптон                               | «Поблизу острова Уайт я звернув направо й пішов у Саутгемптон, в Англію».                                                                                    |
| Портсмут                                  | «Того ж дня я одержав дозвіл і ввів увесь табун у портсмутський адміралтейський док».                                                                        |
| о. Уайт                                   | «Ну, ми пішли не поспішаючи, а за годину на горизонті з'явився острів Уайт».                                                                                 |
| півострів Бретань                         | «Ось так, знаєте, благополучно, не поспішаючи, ми обігнули Бретань і вступили в Біскайську затоку».                                                          |
| Біскайська затока                         | «Ось так, знаєте, благополучно, не поспішаючи, ми обігнули Бретань і вступили в Біскайську затоку».                                                          |
| Гібралтарська протока                     | «Пройшов, як по дзеркалу, та й далі все було гаразд, доти, поки ми не ввійшли в Гібралтар».                                                                  |
| Александрія                               | «Ну, пішли. Цього разу без пригод, рівно через два дні благополучно прибули в Александрію, стали на якір…»                                                   |
| Каїр                                      | «Так, цілим караваном і прибули в Каїр.». |
| річка Ніл                                 | «Синяк у нього вже пройшов, і ми вирушили вверх по Нілу». |
| Суецький канал                            | «Звідти наш шлях лежав у Червоне море, через Суецький канал».                                                                                                |
| Аден                                      | «А потім вже, в Адені, розкрили ящик, дивимось — самі шкаралупки лишилися.».                                                                                 |
| Сомалійський півострів                    | «Ну, а на другий день я обігнув мис Гвардафуй і пішов прямо на південь».                                                                                     |
| Антарктика, загублені «Біда» і Лом        | «Пройшли помірні широти, наблизились до Полярного кола». |
| Гонолулу, знайшлася інформація про «Біду» | «А в іншому — тут просто рай земний: багата рослинність, ананаси, банани, пальми. А головне — пляж Уайкікі».                                                 |
| річка Амазонка                            | «Вам, юначе, не доводилось плавати по Амазонці? Ні. От і чудово, й не поривайтеся.».                                                                         |
| місто Белен (Пара)                        | «Нарешті все-таки прибули в порт Пара». |
| Ріо-де-Жанейро, знайдені «Біда» і Лом     | «Ми розташувалися по-панськи й поїхали у Ріо-де-Жанейро пасажирами.».                                                                                        |
| мис Горн                                  | «…обігнули мис Горн, пройшли повз Нову Зеландію і благополучно прибули в Сідней, в Австралію».                                                               |
| Береги Нової Зеландії                     | «…обігнули мис Горн, пройшли повз Нову Зеландію і благополучно прибули в Сідней, в Австралію».                                                               |
| Сідней                                    | «…обігнули мис Горн, пройшли повз Нову Зеландію і благополучно прибули в Сідней, в Австралію».                                                               |
| Австралійська пустеля                     | «А тут навкруги пустеля — орієнтирів нема». |
| Сідней                                    | «А там, у Сіднеї, повернув бумеранги власнику, попрощався з партнером по гольфу, підняв прапора».                                                            |
| Береги Нової Гвінеї, загублено Лома       | «Тільки минули береги Нової Гвінеї, нас наздогнав тайфун дивовижної сили…».                                                                                  |
| Береги Японії, «Біда» затоплена           | «Даремно, Фукс, — відказую, — там усе-таки берег, різні красоти, священна гора Фудзіяма…»                                                                    |
| Фудзіяма                                  | «Даремно, Фукс, — відказую, — там усе-таки берег, різні красоти, священна гора Фудзіяма…»                                                                    |
| Канада, Лом знайдений                     | «І от, нарешті прибули ми в Канаду». |
| Форт-Юкон                                 | «Й ось відкривається форт Юкон за поворотом». |
| Острів Святого Лаврентія                  | «До острова Лаврентія добре проїхали, а тут вийшла затримка».                                                                                                |
| Петропавловськ-Камчатський                | «Запрягли ми своїх рисаків востаннє і помчали прямим курсом на Петропавловськ».                                                                              |

Яким чином Врунгель і Фукс з Антарктики дісталися на дошках аж до Гонолулу (не менше 10 тис. км і безліч островів Океанії), в книзі не згадується.
Щиро кажучи, навколосвітню подорож могли зробити яхта і Лом (для цього їм потрібно було перетнути меридіани з 60 по 120° в. д., потім розвернутися і потрапити до Бразилії через Атлантичний океан). Врунгель і Фукс гарантовано не зробили (не перетнули Атлантичний океан). Виходячи з опису маршруту і діалогів, можна зробити висновок, що Врунгель знає англійську, німецьку, французьку, італійську, норвезьку, голландську і португальську мову.

## Переклади українською
- 1959 р.: «Пригоди капітана Врунгеля», переклав Ф. Ю. Маківчук.
- 1984 р.: «Пригоди капітана Врунгеля», переклав Ф. Ю. Маківчук.
- 2006 р.: «Пригоди капітана Врунгеля», переклала С. Йовенко.

## Польськомовні видання
- Niekrasow Andriej.:Przygody kapitana Zalganowa.— Warszawa: TPPR «Wspolpraca», в виданні було задіяне видавництво «Радуга» з Москви, 1986.— 200 с., видання 5-те, змінене; тираж 100тис. екз., кольор. іл., тверда палітур., 25×21 см; ISBN 83-7018-026-4.[8]

## Похідна творчість
- 1976—1979 — радянський мультсеріал «Пригоди капітана Врунгеля» студії «Київнаукфільм». Використовуючи значущу частину комічних сцен з книги, мультсеріал має трохи інший центральний сюжет, заснований на викраденні Фуксом з музею статуї Венери і на переслідуванні «Біди» італійськими мафіозами. У сюжеті обігруються і пародіюються багато закордонних реалій і радянських стереотипів 1960—70-х років. Автором текстів пісень до мультфільму був відомий дитячий письменник Юхим Чеповецький.
- Художній фільм «Нові пригоди капітана Врунгеля» (1978), за участі Михайла Пуговкіна у ролі Врунгеля, за сценарієм Олександра Хмелика. У цьому фільмі, який має самостійний сюжет, піонер Вася Лопотухін разом з Врунгелем відправляється дослідити Бермудский трикутник, однак серія епізодів перенесена з оригінальної повісті А. Некрасова.
- У 1985 році за мотивами однойменної повісті і мультфільму вироблена музична аудіоказка «Пригоди капітана Врунгеля» фірмою «Мелодія» на пластинках та аудіокасетах «Свема».
- У 1997 році вийшла книга Олега М'ятєлкова «Племінник капітана Врунгеля, або Незвичайні пригоди Капітана Бурунного».[9]